# European-African-Middle Eastern Campaign Medal
Die European-African-Middle Eastern Campaign Medal war eine militärische Auszeichnung der US-Streitkräfte, die aufgrund einer Executive Order (9265) von Franklin D. Roosevelt am 6. November 1942 eingeführt wurde. Durch die Einführung diesen Ordens sollten die Soldaten geehrt werden, die auf dem europäischen Kriegsschauplatz des Zweiten Weltkriegs inklusive Nordafrika und dem Nahen Osten gedient hatten. Eine Ausgabe des Ordens fand zwischen dem 7. Dezember 1941 und dem 2. März 1946 statt. Service Star und eine Pfeilspitze wurden als Anfügung zum Orden verliehen. Der erste Empfänger der European-African-Middle Eastern Campaign Medal war Dwight D. Eisenhower.
Die Prägung der Medaille zeigt eine Szene von der Landung in der Normandie. Die schmaleren Streifen des Medaillenbands stehen für Deutschland (rechts), Italien (links) und den USA (Zentral). Die breiteren braunen und grünen Streifen sollen die verschiedenen Regionen symbolisieren, in denen gekämpft wurde. Sie stehen für Strand, Wiese, Wald und Berge.
Das Äquivalent für den Pazifikkrieg war die Asiatic-Pacific Campaign Medal.

## Feldzüge
| Ägypten -Libyen                     | 11. Juni 1942      | 12. Februar 1943   |
| Luftoffensive Europa                | 4. Juli 1942       | 5. Juni 1944       |
| Algerien-Französischmarokko         | 8. November 1942   | 11. November 1942  |
| Tunesienfeldzug                     | 12. November 1942  | 13. Mai 1943       |
| Sizilien                            | 14. Mai 1943       | 17. August 1943    |
| Neapel-Foggia                       | 18. August 1943    | 21. Januar 1944    |
| Anzio                               | 22. Januar 1944    | 24. Mai 1944       |
| Rom-Arno                            | 22. Januar 1944    | 9. September 1944  |
| Normandie                           | 6. Juni 1944       | 24. Juli 1944      |
| Nordfrankreich                      | 25. Juli 1944      | 14. September 1944 |
| Südfrankreich                       | 15. August 1944    | 14. September 1944 |
| Feldzug gegen die Gotenstellung     | 10. September 1944 | 4. April 1945      |
| Rheinland                           | 15. September 1944 | 21. März 1945      |
| Ardennenoffensive                   | 16. Dezember 1944  | 25. Januar 1945    |
| Westalliierte Invasion Deutschlands | 22. März 1945      | 11. Mai 1945       |
| Frühlingsoffensive in Italien       | 5. April 1945      | 8. Mai 1945        |